# Half Tree Hollow

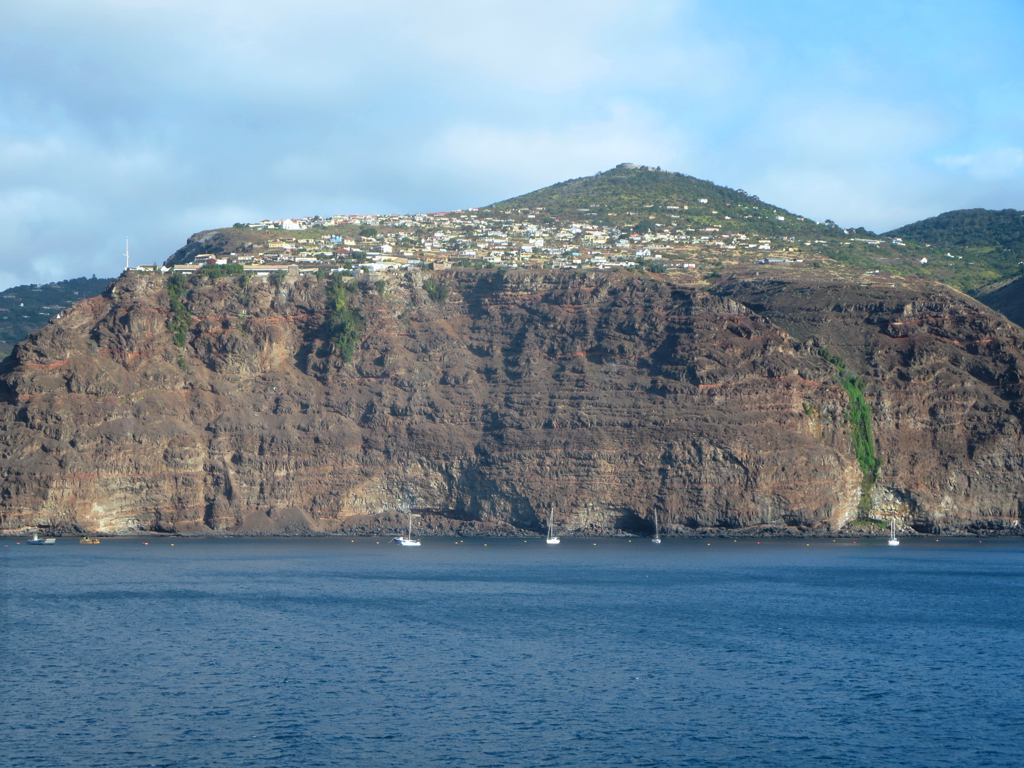
Blick auf Half Tree Hollow vom Atlantik

Half Tree Hollow ist ein Distrikt, eine Ansiedlung und ein Vorort von Jamestown auf St. Helena. Mit 1034 Einwohnern (Stand 2021) auf 1,55 Quadratkilometern  ist es zugleich der bevölkerungsreichste und der mit Abstand am dichtesten besiedelte Distrikt der Insel. Half Tree Hollow befindet sich am oberen Ende der berühmten Jakobsleiter.

## Infrastruktur und Tourismus

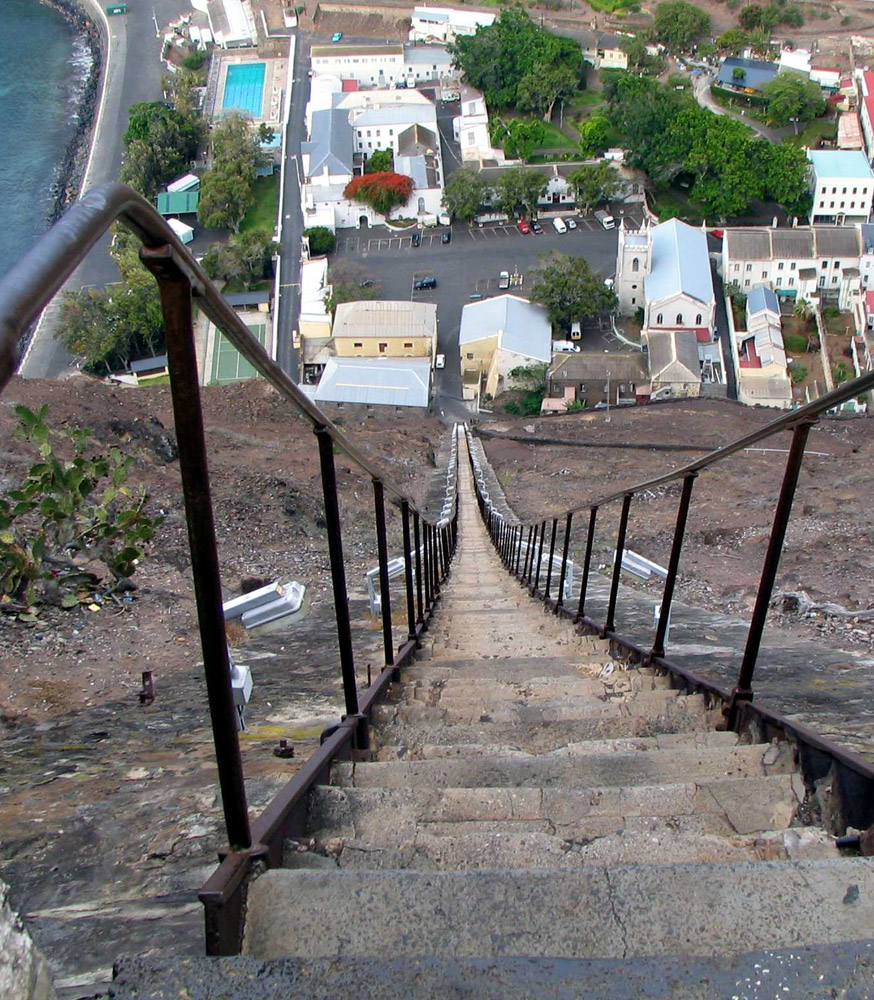
Jakobsleiter

In Half Tree Hollow gibt es mehrere Unterkünfte für Reisende und einen Supermarkt mit Treibstoffabgabe. Zudem befindet sich hier seit 2015 eine Solarfarm, durch die der Anteil der erneuerbaren Energien an der Stromversorgung der Insel von zuvor etwa 22 Prozent auf über 33 Prozent gesteigert werden konnte.
Neben der Jakobsleiter sind vor allem die bis 1950 in Dienst befindlichen Zisternen, das Ladder Hill Fort und der Wanderweg Half Tree Hollow Trail von touristischer Bedeutung.

## Sakralbauten

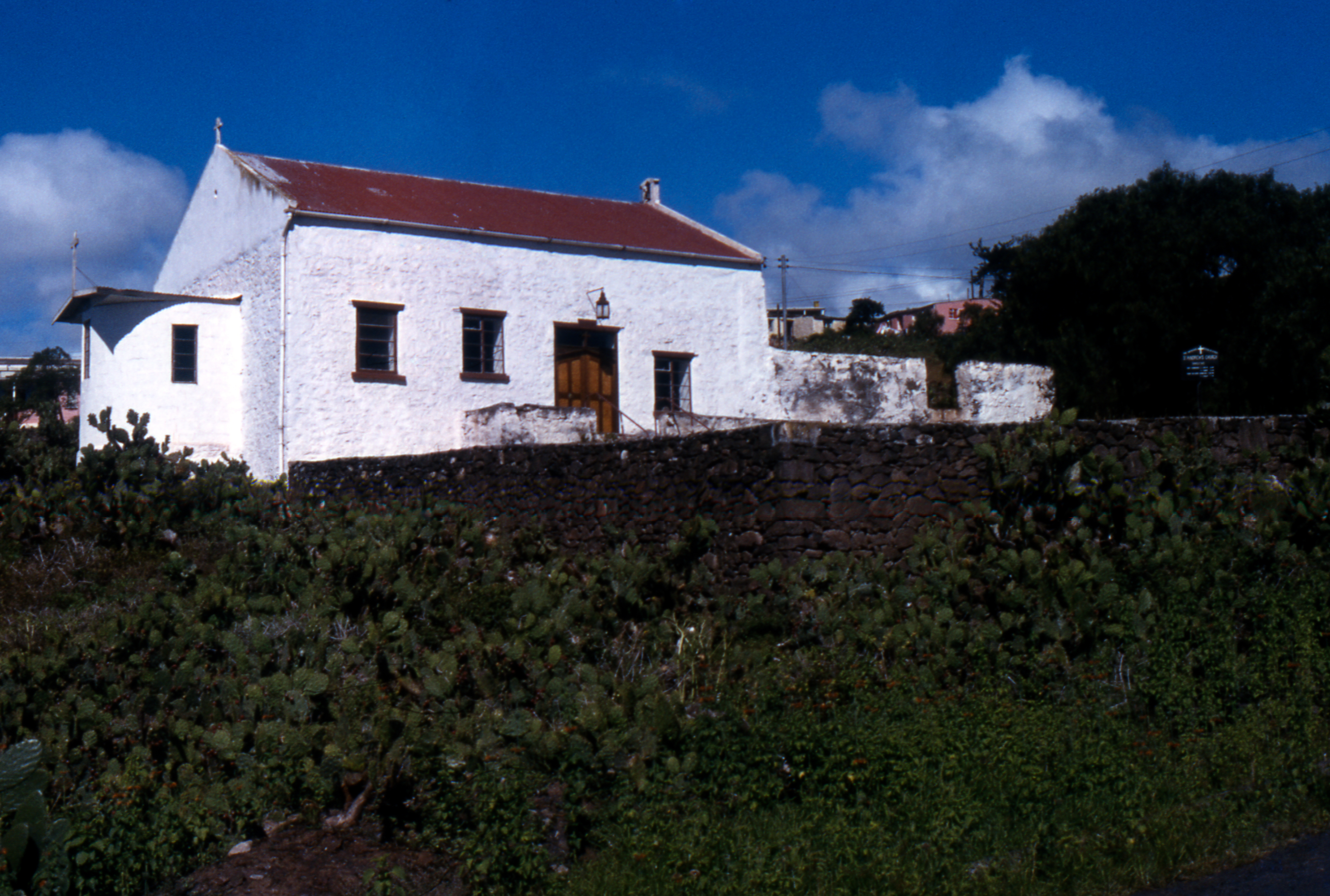
St. Andrew Church

- St. Andrew Church der Diözese St Helena der Anglican Church of Southern Africa
- New Kingdom Hall der Zeugen Jehovas
- New Apostolic Hall der Neuapostolischen Kirche
- Salvation Army Hall der Heilsarmee